# ساندرین دوما
ساندرین دوما (به فرانسوی: Sandrine Dumas)، کارگردان و کمدین فرانسوی است. 

## زندگی‌نامه
ساندرین دوما بازیگر کمدی و کارگردان زن فرانسوی، دختر ژان‌لویی دوما از مدیران شرکت هرمِس یا ارمس در ۲۸ آوریل ۱۹۶۳ در نویی-سور-سن از محله‌های اعیان‌نشین غرب پاریس زاده شد. او در ۲۱ سالگی، برای نخستین بار در فیلم «لیست سیاه»، در مقام بازیگر به خوبی ظاهر شد و پس از آن در ۱۵ فیلم سینمایی مانند زندگی دوگانهٔ ورونیک به کارگردانی کریشتوف کیشلوفسکی و «والمون» به کارگردانی میلوش فورمن و نیز ۲ سریال تلویزیونی بازی کرد. ساندرین دوما که کارگردانی دو فیلم را نیز در کارنامه خود دارد، در ۲۰۰۴ جایزهٔ ویژهٔ ژوری جشنواره بین‌المللی فیلم برلین، در ۲۰۰۶ جایزهٔ Globes de cristal و در ۲۰۱۱ جایزهٔ فستیوال زنان کرتی را دریافت کرده‌است.